# Evgen
Evgen je moško osebno ime.

## Izvor imena
Ime Evgen izhaja iz grškega imena Eυγενιoς (Eugenios), ženska različica pa iz Eυγενια (Eugenia). Grški imeni se povezujeta s pridevnikom  ευγεης (eugenēs) v pomenu besede »blagoroden, plemenitega rodu «  

## Različice imena
- moške različice imena: Eugene, Eugen, Eugenij, Eugenio, Evgenij, Genij, Jevgenij, Evžen
- ženska različica imena: Evgenija

## Pogostost imena
Po podatkih Statističnega urada Republike Slovenije je bilo na dan 31. decembra 2007 v Sloveniji število moških oseb z imenom Evgen: 618.

## Osebni praznik
V našem koledarju z izborom svetniških imen, udomačenih med Slovenci in njihovimi godovnimi dnevi po novem bogoslužnem koledarju je ime Evgen zapisano 3 krat. Pregled godovnih dni v katerih poleg Egena godujejo še osebe katerih imena nastopajo kot različice navedenega imena.
- 13. julij, Evgen, mučenec († 13. jul.505)
- 20. december, Evgen, mučenec († 20. dec. v 4. stoletju)
- 30. december, Evgen, škof

## Zanimivost
Znan literarni Evgen je naslovni junak Puškinove pesnitve Jevgenij Onjegin